# 1950 у хокеї з шайбою

Нижче наведені хокейні події 1950 року у всьому світі.

## Чемпіонат світу
На чемпіонаті світу в Лондоні золоті нагороди здобула збірна Канади («Едмонтон Меркуріз»).
Підсумкові місця:
1. Канада
2. США
3. Швейцарія (чемпіон Європи)
4. Велика Британія
5. Швеція
6. Норвегія
7. Бельгія
8. Нідерланди
9. Франція

## НХЛ
Шість клубів брали участь у регулярному чемпіонаті НХЛ 1949/50.
У фіналі кубка Стенлі «Детройт Ред-Вінгс» переміг «Нью-Йорк Рейнджерс».
|  | Півфінали            | Півфінали            |   |  | Фінал               | Фінал |  |
|  |                      |                      |   |  |                     |       |  |
|  |                      |                      |   |  |                     |       |  |
|  | «Детройт Ред-Вінгс»  | 4                    |   |  |                     |       |  |
|  | «Торонто Мейпл-Ліфс» | 3                    |   |  |                     |       |  |
|  |                      |                      |   |  |                     |       |  |
|  |                      |                      |   |  |                     |       |  |
|  |                      |                      |   |  | «Детройт Ред-Вінгс» | 4     |  |
|  |                      | «Нью-Йорк Рейнджерс» | 3 |  |                     |       |  |
|  |                      |                      |   |  |                     |       |  |
|  |                      |                      |   |  |                     |       |  |
|  |                      |                      |   |  |                     |       |  |
|  |                      |                      |   |  |                     |       |  |
|  | «Монреаль Канадієнс» | 1                    |   |  |                     |       |  |
|  | «Нью-Йорк Рейнджерс» | 4                    |   |  |                     |       |  |

## Національні чемпіони
- Австрія: «Вінер ЕГ» (Відень)
- Італія: «Мілан»
- НДР: «Вісмут» (Франкенгаузен)
- Нідерланди: «Ісвогелс» (Амстердам)
- Норвегія: «Гамлеб'єн»
- Польща: КТХ Криниця
- Румунія: «Локомотив» (Тиргу-Муреш)
- СРСР: ЦБЧА (Москва)
- Угорщина: «Метеор Маллерд»
- Фінляндія: «Ільвес» (Тампере)
- Франція: «Расінг» (Париж)
- ФРН: «Ріссерзеє» (Гарміш-Партенкірхен)
- Чехословаччина: АТК (Прага)
- Швейцарія: «Давос»
- Швеція: «Юргорден» (Стокгольм)

## Переможці міжнародних турнірів
- Кубок Шпенглера: «Діаволі Россонері» (Мілан, Італія)
- Кубок Татр: ЛТЦ (Прага, Чехословаччина)

## Засновані клуби
- «Авангард» (Омськ, СРСР)
- «Регле» (Енгельгольм, Швеція)

## Народились
- 26 січня — Іван Глінка, чехословацький хокеїст та чеський тренер. Чемпіон світу. Член зали слави ІІХФ.
- 27 січня — Їржі Бубла, чехословацький хокеїст. Чемпіон світу.
- 14 травня — Мілан Кайкл, чехословацький хокеїст. Чемпіон світу.
- 6 червня — Їржі Новак, чехословацький хокеїст. Чемпіон світу.
- 24 вересня — Ден Мелоуні, канадський хокеїст та тренер.
- 17 жовтня — Еріх Кюнгакль, німецький хокеїст. Член зали слави ІІХФ.